# 伊藤忠幸
伊藤 忠幸（いとう ただゆき、1941年11月15日 - ）は、日本の元ラグビー選手。

## プロフィール
- 東京都出身。
- 主なポジションはウィング(WTB)。
- 身長 172cm、体重 78kg
- 日本代表キャップは19。
- ニックネームは『ゾウさん』。

## 経歴
保善高校から法政大学へと進学。
卒業後はリコーに入団した。
1963年のBCカナダ戦で日本代表初キャップを獲得。
1973年初めての日本代表の欧州遠征で、当時、欧州最強のウェールズとカーディフで対戦、伝説的な２トライをあげている。
1948年に発足した世界最初の中高年ラガーマンクラブチームである『不惑倶楽部』の会長を2016年まで務めている。